# Filur
Filur ist ein dänisches House-Projekt. Das Duo besteht seit 1999 und wird von den Produzenten Tomas Barfod und Kasper Bjørke gebildet. Zusätzlich werden häufig Gastsänger engagiert. Internationale Clubhits wurden die Singles I Want You, It´s Alright und Shame. 

## Diskografie (Alben)

### Studioalben
| Jahr | Titel            | Höchstplatzierung, Gesamtwochen, AuszeichnungChartsChartplatzierungen (Jahr, Titel, Platzierungen, Wochen, Auszeichnungen, Anmerkungen) | Anmerkungen |
| Jahr | Titel            | DK | Anmerkungen |
| ---- | ---------------- | --- | ----------- |
| 2001 | Exciting Comfort | DK38 (1 Wo.)DK |             |
| 2011 | Faces            | DK23 (1 Wo.)DK |             |

Weitere Alben
- 2002: Deeply Superficial
- 2006: Into the Wasteland

### Singles
| Jahr | Titel Album                 | Höchstplatzierung, Gesamtwochen, AuszeichnungChartsChartplatzierungen (Jahr, Titel, Album, Platzierungen, Wochen, Auszeichnungen, Anmerkungen) | Anmerkungen       |
| Jahr | Titel Album                 | DK | Anmerkungen       |
| ---- | --------------------------- | --- | ----------------- |
| 2001 | I Want You Exciting Comfort | DK11 (3 Wo.)DK |                   |
| 2006 | The Con Into the Wasteland  | DK12 (5 Wo.)DK |                   |
| 2011 | Concentrate! Faces          | DK19 (11 Wo.)DK | feat. Simon Kvamm |